# قبادکندی
قبادکندی یک روستا در ایران است که در دهستان قشلاق جنوبی واقع شده‌است. قبادکندی ۱۱۲ نفر جمعیت دارد.